# MISRA C
MISRA C – standard budowania aplikacji w języku C stworzony przez Motor Industry Software Reliability Association (MISRA) utworzony w celu zapewnienia przejrzystości i przenośności kodu źródłowego, głównie z myślą o systemach mikroprocesorowych programowanych w C.
W 2008 roku światło dzienne ujrzała wersja standardu MISRA dla języka C++.
Pierwsza edycja standardu ukazała się w 1998 (MISRA-C:1998) a druga w 2004. Wykreślono w niej 15 reguł oraz przeredagowano i przenumerowano pozostałe. Zostały one podzielone na 2 kategorie: required (wymagane) i advisory (zalecane).
Publikacje opisujące ten standard MISRA udostępnia odpłatnie za pośrednictwem swojej strony internetowej.
Standard MISRA C został stworzony z myślą o przemyśle samochodowym. Obecnie jednak jest podstawowym standardem tworzenia oprogramowania we wszelkich systemach, które wymagają dużej niezawodności m.in. przemysł lotniczy, kolejowy, medyczny, telekomunikacyjny oraz militarny.